# Sunday roast

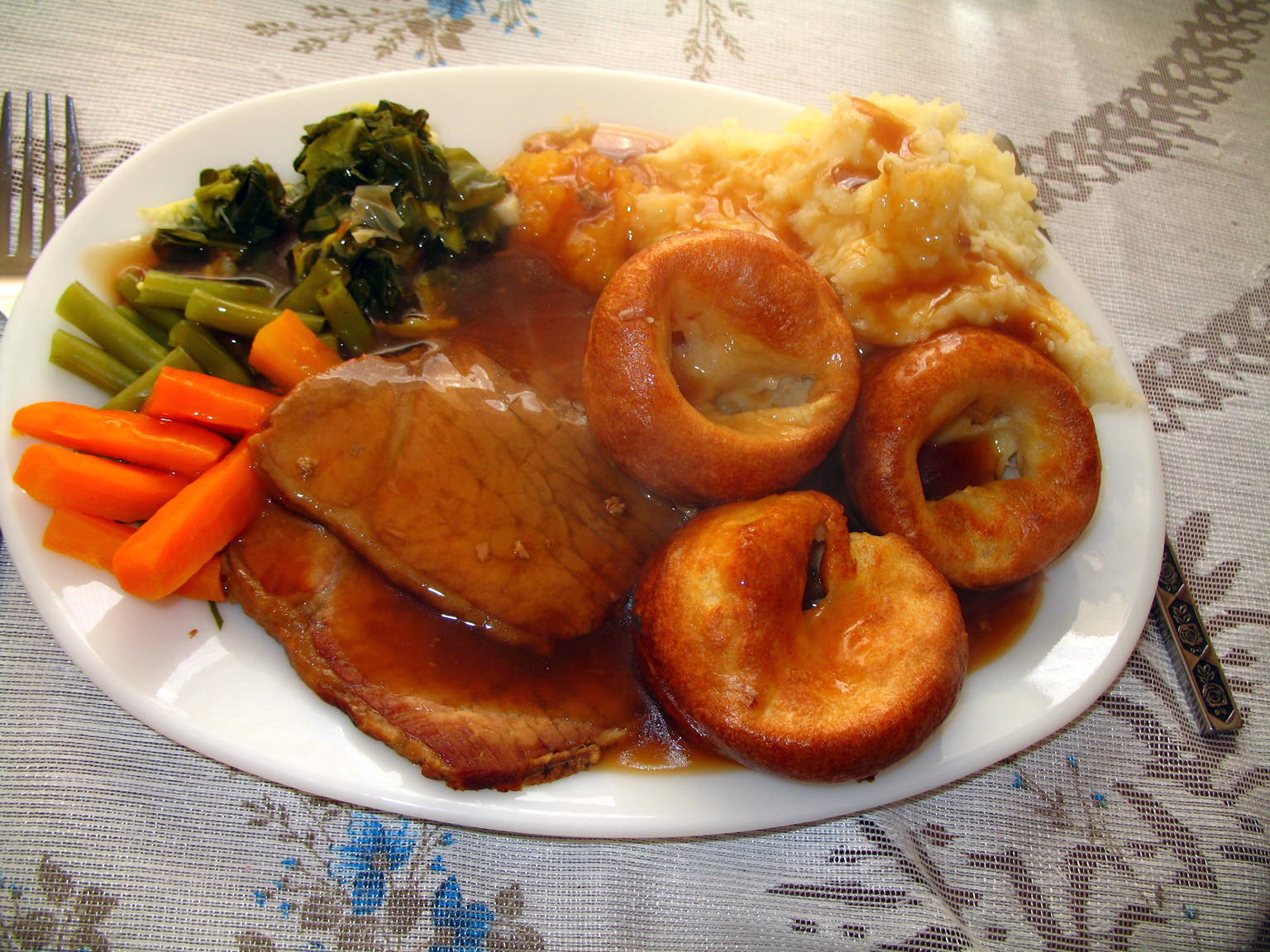
Típico prato de "assado-do-domingo", com rosbife, puré de batata, vegetais cozidos e Yorkshire puddings

Sunday roast é um prato da culinária britânica (Grã-Bretanha e Irlanda) tradicionalmente servida ao domingo, consistindo de um assado de carne, normalmente um rosbife, acompanhado de Yorkshire puddings, batata assada, vegetais cozidos e gravy. 
Apesar de a maioria dos britânicos preferir comer o assado em casa, já que é uma forma de juntar a família e os amigos, grande número de pubs e restaurantes nas ilhas se enchem ao domingo para servirem o assado. E, se tradicionalmente o prato principal é o rosbife, os assados de carne de porco, borrego ou galinha são também populares. Os Yorkshire puddings podem ser servidos como uma entrada, ou ser servidos em conjunto com o assado, juntamente com as batatas e os vegetais. Mas o que é indispensável é o gravy, feito com os sucos que se libertaram da carne durante a cozedura. 
O gravy é rápido e fácil de fazer: assim que a carne está assada, tira-se da panela ou tabuleiro onde cozinhou e embrulha-se em folha de alumínio; a panela ou tabuleiro são colocados numa boca do fogão, em lume forte e, quando os sucos começam a borbulhar, junta-se uma pequena quantidade de vinho tinto e raspa-se bem o fundo da panela até obter um glacé de carne; este processo é muito rápido e o glacé é logo diluído com caldo de carne ou de vegetais, deixando ferver. Depois do molho estar bem misturado, passa-se por um passador e põe-se de novo ao lume para reduzir e finalmente junta-se um pouco de manteiga, que se deixa misturar com o molho até ficar pronto para servir. 

## História
A afeição dos britânicos e particularmente dos ingleses pela carne de vaca, “beef” na língua inglesa, e especialmente pelo rosbife ao domingo é proverbial; de tal forma que os franceses apelidam os ingleses de “rosbifs”. William Kitchener, autor de “Apicius Redivivus or The Cook's Oracle”, de 1871, descreveu o assado do “nobre contrafilé de cerca de sete quilos” num espeto, durante quatro horas, para o almoço de domingo. Claro que as pessoas de menos posses não tinham essa possibilidade e levavam a sua carne para assar no forno do padeiro, a caminho da igreja, uma vez que no domingo não se cozia pão. Assim, muitos ingleses tinham o seu rosbife assado aos domingos. 
A tradição foi passada pelos colonos britânicos que se espalharam pelo mundo, muitas vezes adquirindo diferentes qualidades, mas mantendo, não só espírito, mas também grande parte dos ingredientes. No Canadá, por exemplo, o assado é de pernil de porco, com o qual se faz o gravy, normalmente engrossado com farinha de trigo, acompanhado com carne de vaca salgada e cozida com os vegetais e pão caseiro. 